# Đoàn Quốc
Đỗ Phương Toàn nghệ danh Đoàn Quốc (sinh ngày 14 tháng 8 năm 1943), là nhà quay phim, dựng phim người Việt Nam, ông từng đạt giải Quay phim xuất sắc tại Liên hoan phim Việt Nam năm 1993, với bộ phim Dấu ấn của quỷ.

## Tiểu sử
Đỗ Phương Toàn sinh ngày 14 tháng 8 năm 1943 thị trấn Long Điền, huyện Long Điền, tỉnh Bà Rịa – Vũng Tàu. Bố và các anh em của ông đều tham gia kháng chiến chống Pháp và chống Mỹ.
Năm 1961, khi Đỗ Phương Toàn đang học trường phổ thông Châu Văn Tiếp, tại Vũng Tàu nổ ra cuộc biểu tình chống Ngô Đình Diệm. Cuộc biểu tình bị đàn áp, Phương Toàn may mắn thoát nạn và theo quân đội Cách Mạng, từ thời điểm này ông lấy tên của bố là Đoàn Quốc để làm bí danh, nghệ danh cho mình. Ông có một anh trai hy sinh tại quận 5 năm 1968.

## Sự nghiệp
Đoàn Quốc bắt đầu với nghề làm báo cho tờ Giải Phóng trong hơn một năm, sau đó ông được phân công đi học lớp trung cấp quay phim tại chiến khu R, Tây Ninh thuộc Trung ương cục miền Nam. Tại đây ông và các bạn học trải qua cuộc sống như những người lính từ việc tuần tra, tăng gia lao động... Tháng 10 năm 1963, khóa học kết thúc.
Từ năm 1963 đến 1965 ông được phân công quay các phóng sự, tài liệu; ông từng tham gia quay phim tại chiến dịch Đông Xuân (1965 – 1966). Cùng với phụ tá Sáu Dũng, Đoàn Quốc đã ghi nhận được 3 trận đánh tại Bào Bàng, Cẩm Xe và Hố Đá ở Bình Dương. Khi tác nghiệp tại trận Hổ Đá, máy quay phim bị hỏng, Đoàn Quốc bị thương nặng còn ông Sáu Dũng cùng hai chiến sĩ bảo vệ và một đại đội phó được cử đi theo đoàn đều hy sinh. Đoàn Quốc tiếp tục quay phim cho đến khi bị đạn bắn gãy tay, hỏng máy quay, thủng ruột và hai đùi. Đến đêm hôm đó ông mới được đồng đội tìm thấy. Trải qua nhiều cuộc phẫu thuật đùi, tay và cắt bỏ một phần ruột, sau khi nghỉ dưỡng 2 tháng, Đoàn Quốc về công tác dựng phim tại Xưởng phim Giải Phóng. Trong cùng năm, gia đình nhận được tin không chính xác về việc ông hy sinh.
Năm 1971, Đoàn Quốc được cử ra Hà Nội, học 1 năm bổ túc văn hóa tại Ban Thống Nhất để tốt nghiệp cấp 3. Năm 1972, ông cùng nghệ sĩ Lê Minh Hiền, Bùi Đình Hạc, diễn viên Trà Giang, đạo diễn Hải Ninh đại diện Việt Nam tham dự Liên hoan phim quốc tế Moskva.Từ năm 1972 đến 1977, Đoàn Quốc được cử đi học quay phim tại trường Đại học điện ảnh Cộng hòa Dân chủ Đức. Tác phẩm tốt nghiệp của ông có tên Người đi không về do ông quay phim và được bạn học người Cuba đạo diễn. Tháng 1 năm 1977, Đoàn Quốc tốt nghiệp và về nước, tháng 4 cùng năm ông vào công tác tại Xí nghiệp phim Tổng hợp theo phân công của Cục điện ảnh.
Từ thời điểm này ông giữ vai trò quay phim chính cho cho Xưởng phim truyện, bộ phim điện ảnh đầu tiên ông quay là Những người bạn quanh tôi của đạo diễn Lâm Mộc Khôn.
Năm 1980, hai nghệ sĩ tiếp tục hợp tác với bộ phim Đêm nước rong. Đoàn Quốc còn hợp tác với các đạo diễn Huy Thành, Hồng Sến, Lê Văn Duy trong các năm sau đó. Là nhân viên của Hãng phim Giải Phóng, ông còn tham gia sản các phim võ hiệp đầu tiên của Việt Nam như Thăng Long đệ nhất kiếm, Lửa cháy thành Đại La. Năm 1993, ông đạt giải quay phim xuất sắc tại Liên hoan phim Việt Nam lần thứ 10 với bộ phim Dấu ấn của quỷ của đạo diễn Việt Linh. Năm 1997, ông chuyển sang công tác tại Hãng phim Nguyễn Đình Chiểu với bộ phim đầu tiên tại đây là Người học trò đất Gia Định xưa của đạo diễn Huy Thành. Cũng từ năm 1997, Đoàn Quốc giảng dạy môn quay phim cho khoa quay phim và đạo diễn thuộc trường Đại học Sân khấu và Điện ảnh thành phố Hồ Chí Minh. Phim truyện cuối cùng mà Đoàn Quốc tham gia là bộ video hai tập Viên ngọc Côn Sơn do Lê Văn Duy đạo diễn năm 2002.
Ông nghỉ hưu năm 2003 nhưng vẫn tiếp tục tham gia sản xuất các phim tài liệu đến năm 2010. Đoàn Quốc và vợ là họa sĩ Tạ Kim Dung, cùng kết hợp tổ chức và tham gia các triển lãm tranh do hai vợ chồng sáng tác, vào các năm 1991, 2006, 2007, 2010 và 2013.
Đoàn Quốc được phong danh hiệu Nghệ sĩ ưu tú năm 1997 và danh hiệu Nghệ sĩ nhân dân năm 2019.

## Gia đình
Năm 1985, Đoàn Quốc tham gia sản xuất bộ phim Thành phố có người, ông và bà Tạ Kim Dung - họa sĩ của bộ phim - sau này có tình cảm với nhau và tiến đến hôn nhân.

## Tác phẩm

### Phim tài liệu
| Năm       | Tựa đề                                                                                      | Vạ trò                  | Ghi chú |
| --------- | ------------------------------------------------------------------------------------------- | ----------------------- | ------- |
| 1963-1965 | Đại hội dân tộc Tây Nguyên                                                                  | Quay phim               |         |
| 1963-1965 | Đại hội Giáo phái Cao Đài yêu nước                                                          | Quay phim               |         |
| 1963-1965 | Đại hội liên minh dân tộc dân chủ và hòa bình miền Nam Việt Nam                             | Quay phim               |         |
| 1963-1965 | Hội nghị Trung ương Cục miền Nam                                                            | Quay phim               |         |
| 1963-1965 | Nhà báo Liên Xô Ivan Sedrop thăm vùng giải phóng miền Nam Việt Nam                          | Quay phim               |         |
| 1963-1965 | Nhà văn Ba Lan Monika Warnenska thăm vùng giải phóng miền Nam Việt Nam                      | Quay phim               |         |
| 1963-1965 | Nhà báo Úc Bớt Sét và nhà văn Pháp Madelene Riffand thăm vùng giải phóng miền Nam Việt Nam  | Quay phim               |         |
| 1966      | Du kích Củ Chi                                                                              | Đạo diễn                | HPGP    |
| 1967      | Tây Ninh và đông xuân                                                                       | Dựng phim               |         |
| 1967      | Xiết chặt vòng vây diệt địch                                                                | Dựng phim               |         |
| 1967      | Trường nữ quân chính Nguyễn Thị Minh Khai                                                   | Dựng phim               |         |
| 1969      | Đội nữ pháo binh Long An                                                                    | Dựng phim               |         |
|           | Vài hình ảnh về ngành y tế miền Nam                                                         | Dựng phim               |         |
|           | Phóng thích ba tù binh Mỹ                                                                   | Dựng phim               |         |
|           | Hội nghị dũng sĩ diệt Mỹ huyện Củ Chi và Bình Dương                                         | Dựng phim               |         |
|           | Tấn công vào quận 5, Sài Gòn, Thành phố Mỹ Tho, Thành phố Cần Thơ, Chiến dịch Mậu Thân 1968 | Dựng phim               |         |
|           | An Quảng Hữu giải phóng                                                                     | Dựng phim               |         |
| 2003-2015 | Người đi tìm cái đẹp                                                                        | Đạo diễn kiêm Quay phim |         |
| 2003-2015 | Đất và người Cam Ranh                                                                       | Đạo diễn kiêm Quay phim |         |
| 2003-2015 | Thầy tôi                                                                                    | Đạo diễn kiêm Quay phim |         |
| 2003-2015 | Ô Môn, 20 năm hành trình                                                                    | Đạo diễn kiêm Quay phim |         |
| 2003-2015 | Họa sĩ Huỳnh Phương Đông với chiến dịch Mậu Thân                                            | Đạo diễn kiêm Quay phim |         |
| 2003-2015 | Cuộc song hành không mệt mỏi                                                                | Đạo diễn kiêm Quay phim |         |

### Phim truyện và video
| Phim truyện điện ảnh | Phim truyện điện ảnh           | Phim truyện điện ảnh          | Phim truyện điện ảnh | Phim truyện điện ảnh |
| Năm                  | Tựa đề                         | Vai trò                       | Đạo diễn             | Ghi chú              |
| -------------------- | ------------------------------ | ----------------------------- | -------------------- | -------------------- |
| 1978                 | Những người bạn quanh tôi      | Quay phim                     | Lâm Mộc Khôn         |                      |
| 1980                 | Đêm nước rong                  | Quay phim                     | Lâm Mộc Khôn         |                      |
| 1981                 | Phượng                         | Quay phim                     | Lê Văn Duy           |                      |
| 1982                 | Người không mang súng          | Quay phim                     | Lê Văn Duy           |                      |
| 1984                 | Hoa cát                        | Quay phim                     | Lê Văn Duy           |                      |
| 1985                 | Khoảng vượt                    | Quay phim                     | Lê Văn Duy           |                      |
| 1986                 | Thành phố có người             | Quay phim                     | Huy Thành            |                      |
| 1988                 | Nhiệm vụ hoa hồng              | Quay phim                     | Hồng Sến             |                      |
| 1988                 | Điệp khúc hy vọng              | Quay phim                     | Hồng Sến             |                      |
| 1989                 | Bóng đen trên mái nhà          | Quay phim                     | Huy Thành            |                      |
| 1989                 | Lửa cháy thành Đại La          | Quay phim                     | Bùi Sơn Duân         |                      |
| 1990                 | Thăng Long đệ nhất kiếm        | Quay phim                     | Lê Mộng Hoàng        |                      |
| 1991                 | Vua lửa                        | Quay phim                     | Huy Thành            |                      |
| 1992                 | Dấu ấn của quỷ                 | Quay phim                     | Việt Linh            |                      |
| 1994                 | Mảnh đất tình người            | Quay phim                     | Nguyễn Vinh Sơn      |                      |
| 1995                 | Người đàn bà không con         | Quay phim                     | Bùi Cường            |                      |
| 1995                 | Như một huyền thoại            | Quay phim                     | Phan Vũ              | Điện ảnh truyền hình |
| 2001                 | Người học trò đất Gia Định xưa | Quay phim                     | Huy Thành            |                      |
| Phim video           |                                |                               |                      |                      |
| 2001                 | Đời người hát rong             | Quay phim                     |                      |                      |
| 2002                 | Viên ngọc Côn Sơn              | Quay phim Đồng đạo diễn 2 tập | Lê Văn Duy           |                      |

## Giải thưởng
| Năm  | Lễ trao giải                                         | Hạng mục           | Tác phẩm                               | Kết quả         | Nguồn |
| ---- | ---------------------------------------------------- | ------------------ | -------------------------------------- | --------------- | ----- |
| 1967 | Liên hoan phim tài liệu và hoạt hình quốc tế Leipzig | Phim tài liệu      | Du kích Củ Chi                         | Bồ câu bạc      | [ 2 ] |
| 1967 | Liên hoan phim Quốc tế Moskva                        | Phim tài liệu      | Du kích Củ Chi                         | Huy chương vàng | [ 2 ] |
| 1970 | Liên hoan phim Việt Nam lần thứ 1                    | Phim tài liệu      | Du kích Củ Chi                         | Bông sen vàng   | [ 2 ] |
| 1970 | Liên hoan phim Việt Nam lần thứ 1                    | Phim tài liệu      | Đội nữ pháo binh Long An               | Bông sen vàng   | [ 2 ] |
| 1970 | Liên hoan phim Việt Nam lần thứ 1                    | Phim tài liệu      | An Quảng Hữu giải phóng                | Bông sen bạc    | [ 2 ] |
| 1970 | Liên hoan phim Việt Nam lần thứ 1                    | Phim tài liệu      | Xiết chặt vòng tay diệt địch           | Bông sen bạc    | [ 2 ] |
| 1970 | Liên hoan phim Việt Nam lần thứ 1                    | Phim tài liệu      | Trường quân chính Nguyễn Thị Minh Khai | Bông sen bạc    | [ 2 ] |
| 1970 | Liên hoan phim Việt Nam lần thứ 1                    | Phim tài liệu      | Phóng thích ba tù binh Mỹ              | Bông sen bạc    | [ 2 ] |
| 1993 | Liên hoan phim Việt Nam lần thứ 10                   | Quay phim xuất sắc | Dấu ấn của quỷ                         | Đoạt giải       | [ 2 ] |

- Huân chương kháng chiến chống Mỹ hạng nhất[1]
- Huân chương Quyết thắng hạng nhất[1]
- 1997 - Danh hiệu Nghệ sĩ ưu tú
- 2019 - Danh hiệu Nghệ sĩ nhân dân